# Дипольний відбивач

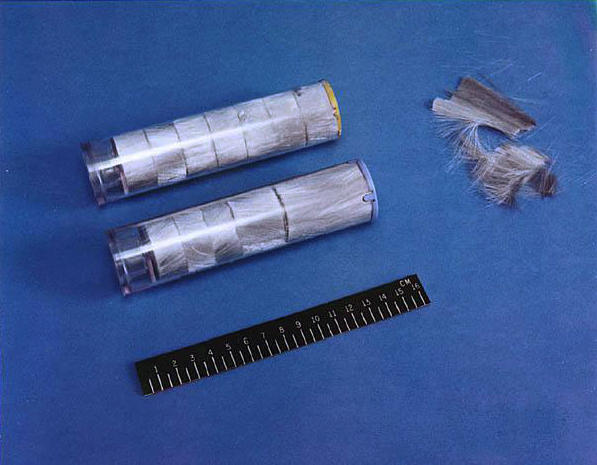
Сучасні диполі та їхні контейнери на озброєнні ВМФ США: RR-144 (верхній) і RR-129 (нижній). Смуги диполів RR-129 мають різну ширину, а у RR-144 — однакову: RR-144 не має створювати перешкод цивільним радіолокаційним системам.

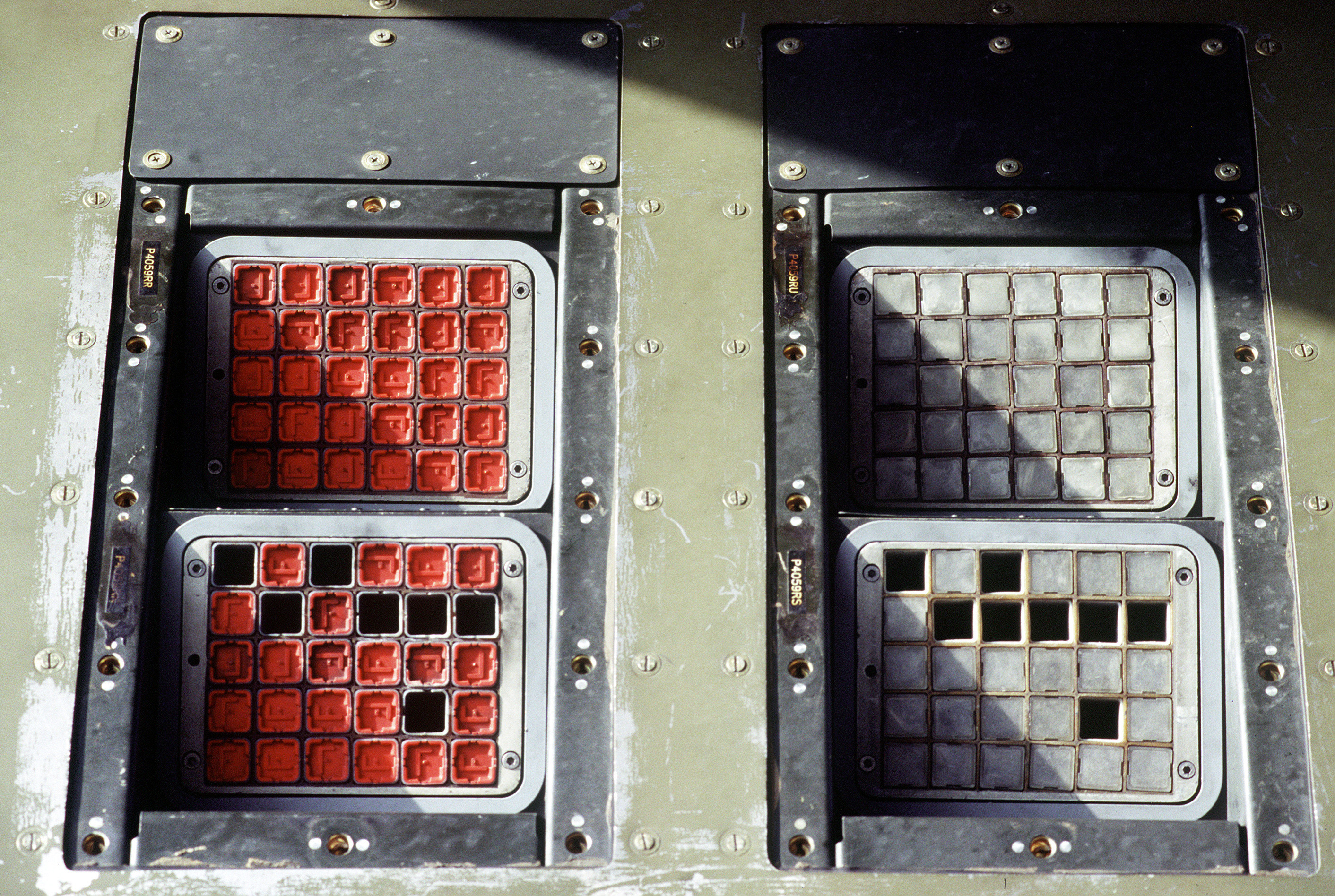
Викидні пристрої для теплових пасток (ліворуч) та дипольних відбивачів (праворуч) на C-130.

Дипольний відбивач (диполь або дипольний протирадарний відбивач; англ. chaff) — один із засобів радіоелектронної протидії, різновид пасивної хибної цілі для протидії радарам супротивника. Диполями є тонкі смужки алюмінію, металізованого скловолокна або пластику, які розсіюють у повітрі. Розпорошені диполі створюють велику ефективну площу розсіювання для засліплення або порушення роботи радіолокаційних систем. Для успішного відбиття сигналу радара диполі повинні мати довжину близько половини довжини хвилі, що випромінює радар.
Системами розпилення диполів обладнуються військові літаки та кораблі. Міжконтинентальна балістична ракета також може викинути диполі разом із іншими засобами проходження протиракетного захисту.
Сучасні радіолокаційні системи можуть відрізнити диполь від цілі шляхом вимірювання ефекту Доплера. Диполь швидко втрачає швидкість після виходу з літака, і результуючий зсув довжини хвилі радіолокаційного сигналу можна виміряти. Щоб протистояти цьому, літак, що захищається, може «підсвітити» хмару диполів випромінюванням із скоригованою частотою. Цей метод відомий як JAFF (англ. jammer plus chaff — придушувач плюс диполь) або CHILL (англ. chaff-illuminated — підсвічений диполь).

## Історія
Ідею використання диполів незалежно розвинули у Великій Британії, Німеччині, США та Японії в роки Другої світової війни.

### Велика Британія

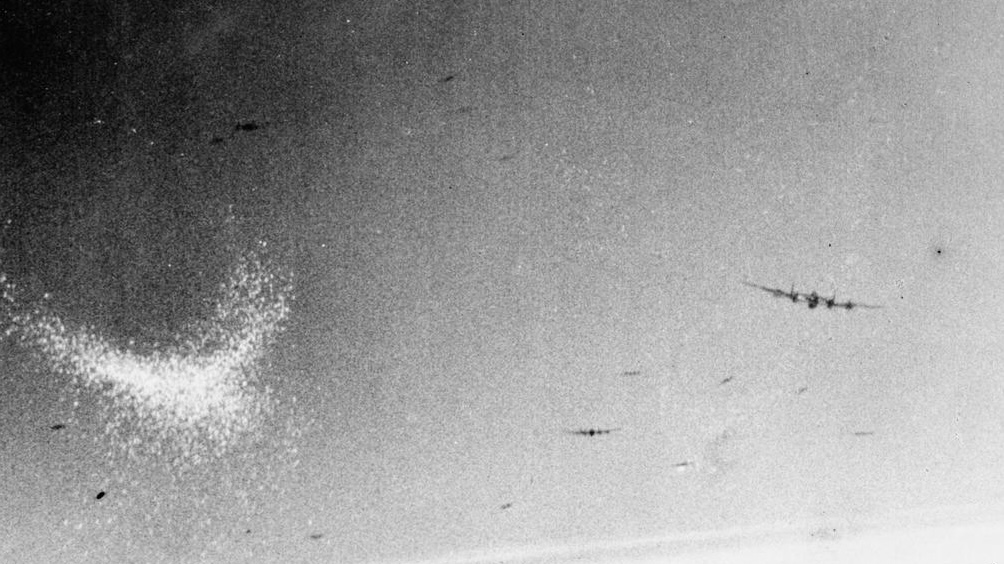
Авро Ланкастер застосовує диполі (біла хмара у формі півмісяця зліва на фото) над Ессеном під час нальоти тисячі бомбардувальників. Друга світова війна.

У 1937 році британський дослідник Джеральд Тач, працюючи з Робертом Вотсоном-Ваттом над радаром, припустив, що відрізки дроту, підвішені до повітряних куль або парашутів, можуть заглушити радіолокаційну систему хибним відбиттям а Реджинальд Віктор Джонс припустив, що шматки металевої фольги, які падають, можуть зробити те саме. На початку 1942 року дослідниця телекомунікаційного дослідницького інституту (TRE) Джоан Карран розробила схему скидання пакетів алюмінієвих смужок з літака для створення хмари з фальшивих відбиттів. Першою ідеєю було використовувати аркуші розміром із сторінку блокнота. На них друкували повідомлення, додатково використовуючи як агітаційні листівки. Було виявлено, що найефективнішими були смужки чорного паперу, покриті алюмінієвою фольгою, розміром 20×2 см і упаковані в пачки, кожна вагою 0,45 кг. Керівник TRE Альберт Роу дав пристрою кодову назву «Window» («вікно»). Після того, як британці передали цю ідею США, Фред Віппл розробив систему розкидання смужок для ВПС США, але невідомо, чи її коли небудь використовували.

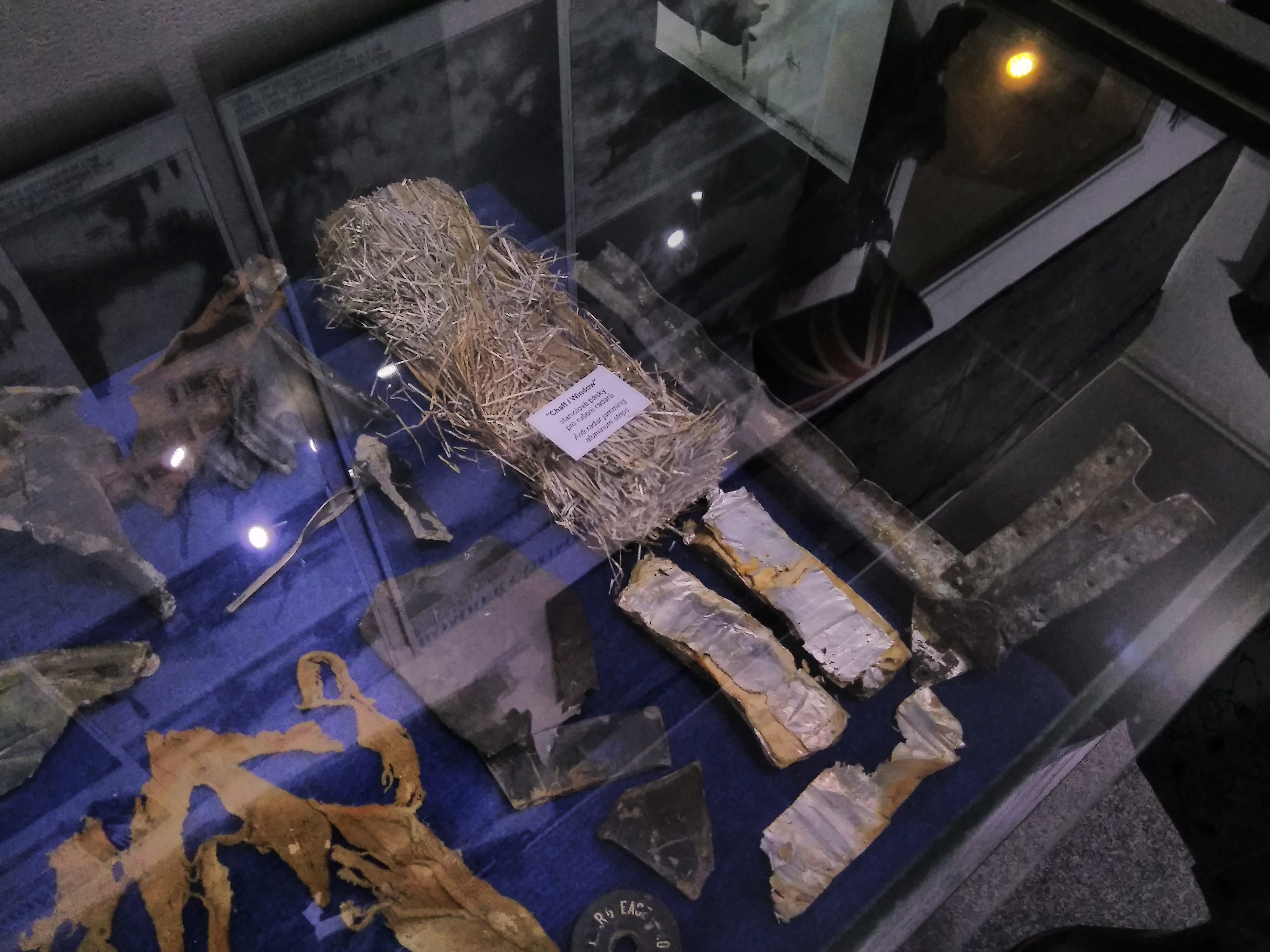
Два типи диполів Королівських ВПС періоду Другої світової війни: рубаний алюмінієвий дріт і папір, покритий алюмінієвою фольгою.

Як диполі використовували маленькі алюмінієві смужки (або дроти), розрізані довжиною в половину довжини хвилі, яку випромінює радар. При опроміненні радаром, такі відрізки металу відбивають сигнал. Радару було майже неможливо відрізнити літак від випромінення, відбитого від диполя. Серед інших методів протирадарної протидії, були бортові пристрої постановки перешкод під кодовими назвами Mandrel, Piperack і Jostle. «Мандрел» — це бортова установка перешкод, націлена на німецькі радари Freya.
Під час планування операцій союзники зробили висновок, що використання диполів може бути небезпечним, оскільки німці могли би скопіювати технологію. Провідний науковий консультант британського уряду професор Фредерік Ліндеманн зазначив, що якби Королівські ВПС використали його проти німців, Люфтваффе швидко скопіювали б технологію та могли би почати нові бомбардування Британії. Це викликало занепокоєння у командування ППО Королівських ВПС, яке припинило використання диполів аж до липня 1943 року. Вважалося, що нове покоління сантиметрових радарів, які є в розпорядженні союзників, впорається з ударами Люфтваффе.

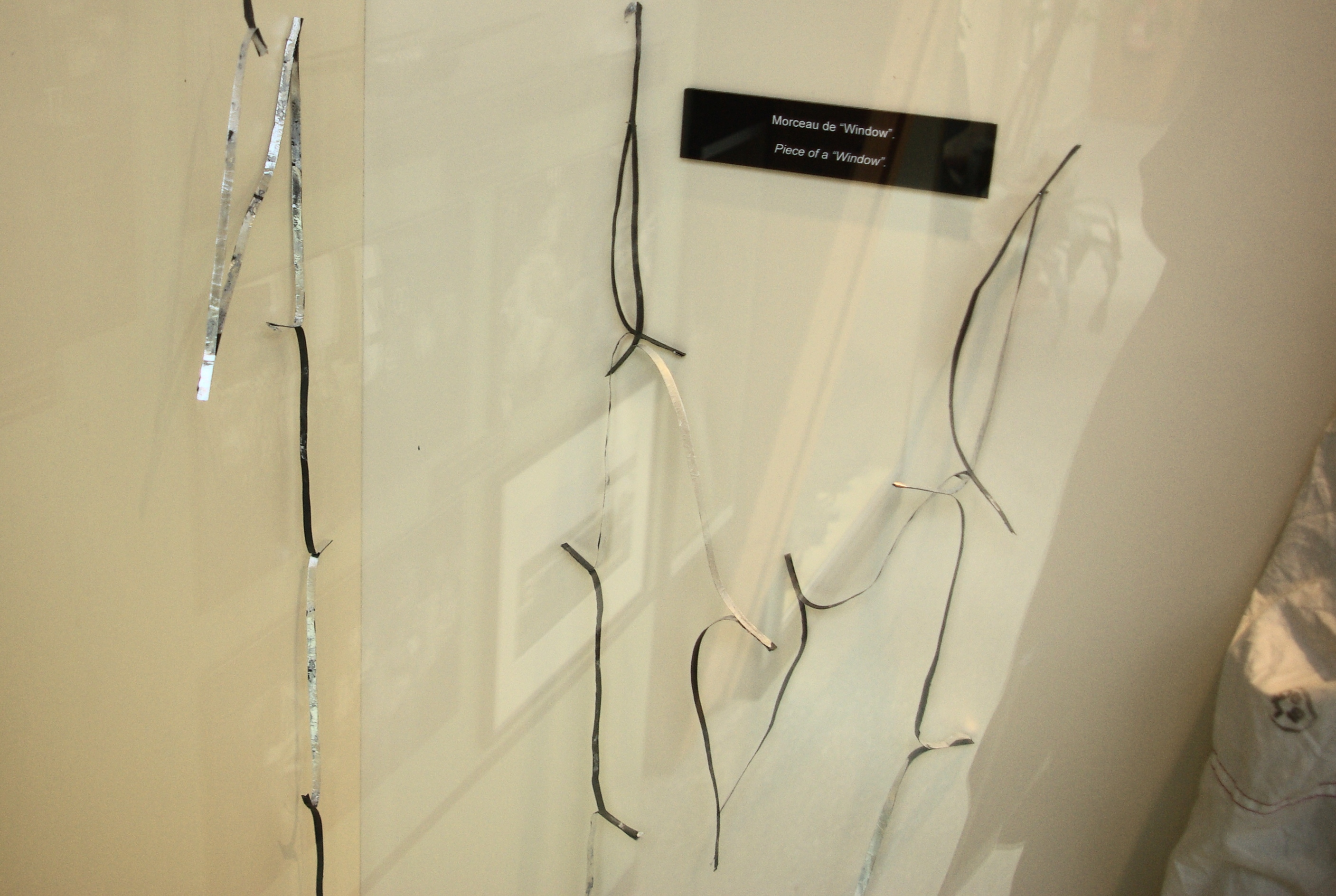
Зразок диполів Королівських ВПС періоду Другої світової війни.

Дослідження радара «Вюрцбург», привезеного до Великобританії під час операції «Байтінг» (лютий 1942), і розвідка показали британцям, що всі німецькі радари працювали не більше, ніж у трьох частотних діапазонах, що робило їх вразливими до перешкод. Артур Гарріс, головнокомандувач Бомбардувального командування Королівських ВПС, отримав схвалення на використання диполів в рамках операції «Гоморра», тижневої кампанії бомбардувань Гамбурга. Перші екіпажі, навчені використовувати диполі, були в 76-й ескадрильї. Двадцять чотири екіпажі було проінструктувано про те, як скидати пачки алюмінізованих паперових смужок, по одному пакету на хвилину, використовуючи секундомір для визначення періодичності. Оброблений папір використовувався для мінімізації ваги та максимізації часу перебування смужок у повітрі, подовжуючи ефект. Результати виявилися вражаючими. Прожектори противника з радіолокаційним наведенням безцільно блукали по небу. Зенітні гармати стріляли хаотично або взагалі не стріляли, а радари нічних винищувачів були завалені хибними зображеннями від диполів і не змогли знайти бомбардувальники. Протягом понад тижня атаки союзників спустошили величезну територію Гамбурга, причому лише 12 із 791 бомбардувальників було втрачено в першу ніч. Ескадрильї швидко оснастили бомбардувальники спеціальними лотками, щоб спростити розгортання диполів. Використання диполів значно спростило виконання операцій, і багато екіпажів здійснювали стільки рейсів, скільки могли, перш ніж німецьке ППО винайшло засоби протидії.

### Третій Райх

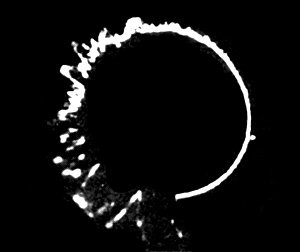
Ефект диполів на дисплеї радара Würzburg Riese. Зліва — розірване завадами коло, яке мало б бути гладеньким. Справа в положенні «3 години» — реальна ціль, її пік був би також невидимий при застосуванні диполів.

У Німеччині проводили дослідження, подібні до британських. Вони призвели до створення «Düppel» («дюппель»), назва походить від маєтку, де в 1942 році відбулися перші німецькі випробування диполів.
Британські металеві смужки спочатку спантеличили німецьке ППО, але німецькі вчені точно знали, що це наслідок застосування диполів. Втім, Люфтваффе утрималось від їх використання з тих самих причин, на які Ліндеманн вказав британцям. Понад рік виникала курйозна ситуація, коли обидві сторони конфлікту знали, як за допомогою диполів заглушити радар іншої сторони, але утримувалися від цього, побоюючись, що опонент відповість тим же.
Через шість тижнів після нальоту на Гамбург Люфтваффе використало диполі розміром 80×1,9 см під час рейду в ніч з 7 на 8 жовтня 1943 року. Під час нальотів у 1943 році та «міні-бліцу» операції «Штайнбок» між лютим і травнем 1944 року диполі дозволили німецьким бомбардувальникам спробувати провести бомбардування Лондону. Попри ефективність, невелика кількість німецьких бомбардувальників була не мала шансів проти великої кількості нічних винищувачів Королівських ВПС. Британські винищувачі могли піднятися у великій кількості і часто знищували німецькі бомбардувальники після візуальної ідентифікації, незважаючи на диполі. Німці досягли кращих результатів під час бомбардування Барі в Італії 2 грудня 1943 року, коли радари союзників були введені в оману за допомогою диполів.

### США

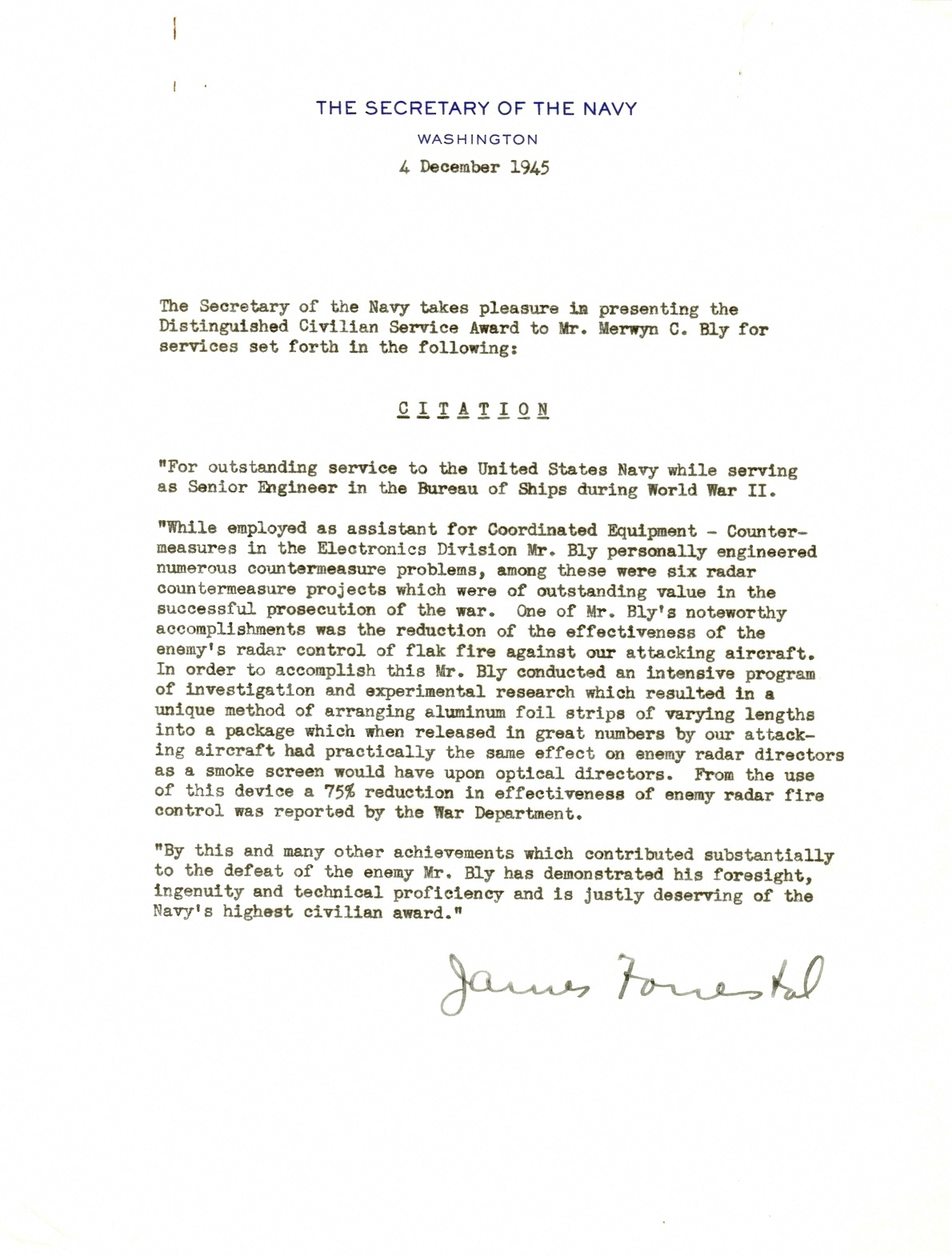
Лист міністра ВМФ США Джеймса Форрестола до Мервіна Блая.

Після того, як у 1942 році фізик Джоан Карран у Британії відкрила диполь, астроном Фред Віппл та інженер ВМС США Мервін Блай запропонували цю ідею ВПС США, з якими працювали у той час. Перші випробування не дали результатів, оскільки смужки фольги злипалися і падали у вигляді грудок. Блай вирішив цю проблему, розробивши картридж, який створював тертя смужок, утворюючи електростатичний заряд. Оскільки всі смужки отримували однаковий заряд, вони відштовхувалися одна від одної, забезпечуючи повний ефект застосування. Після війни Блай за свою роботу отримав нагороду ВМС за видатну цивільну службу.

### Японія
На Тихоокеанському театрі воєнних дій Другої Світової війни лейтенант-командувач ВМС Японії Судо Хадзіме винайшов японську версію під назвою Giman-shi, або «обманний папір». Вперше його з певним успіхом застосували в середині 1943 року під час нічних боїв над Соломоновими островами. Конкуруючий попит на дефіцитний алюміній, необхідний для його виробництва, обмежив його використання. 21 лютого 1945 року під час битви за Іодзіму «обманний папір» був успішно використаний перед нападом камікадзе на американський корабель USS Saratoga (CV-3).

### Післявоєнне застосування
Британські військові кораблі у Фолклендській війні (1982) активно використовували диполі. Під час цієї війни британські літаки Sea Harrier не мали стандартного механізму розподілу диполів. Тому інженери ВМС Великої Британії розробили імпровізовану систему, яка дозволила зберігати шість пакетів диполів в колодязі повітряного гальма із можливістю розгортання їх в польоті. Цю систему часто називають «модифікацією диполів Хіта Робінсона» через його складність.

## Використання
Для постановки хибної цілі атакований об'єкт відстрілює певну кількість дипольних відбивачів з ЕПР, еквівалентною необхідній цілі. [уточнити] Наприклад, один літак може скинути заряди еквівалентні 20 м², при типовій ЕПР літака близько 1 м². Для постановки загороджувальних перешкод, пачки вистрілюються кількістю з сумарною ЕПР більшою, ніж у об'єкта, що закривається, так, щоб сигнал РЛС був відбитий хмарою диполів і потужність сигналу, відбитого від хмари, перекривала потужність сигналу, відбитого від цілі, що закривається. Диполі малоефективні проти РЛС, що мають довжину хвилі, що сильно відрізняється від подвійної довжини диполя. Для подолання цього недоліку, в одному заряді використовуються диполі різної довжини [джерело?]
Хоча диполь створює велику кількість розсіяних відображень, потенційно засмічуючи радарний дисплей, їх легко фільтрувати, оскільки диполь рухається повільніше за літальний апарат. Радар може використовувати ефект Доплера, щоб відрізнити літальний апарат, що швидко рухається, від диполя. Але ефект Доплера виникає лише для компоненти швидкості, паралельної променю радара, тому щоб це подолати, під час використання розгортається велика кількість диполів, а літальний апарат повертається так, щоб він рухався перпендикулярно джерелу радарного випромінення. Також літальний апарат може обертатися, щоб мінімізувати власний поперечний переріз, що опромінюється радаром. Це призводить до того, що літальний апарат важче відокремити від фактично нерухомих диполів, і це відомо як «вирізка», оскільки радар зазвичай містить виїмку з низькою чутливістю до частот, пов'язаних із низькою швидкістю. Диполі малоефективні проти РЛС, які визначають швидкість об'єктів, оскільки швидкість цілі та швидкість значно вище за швидкість хмари диполів. Але роботу диполя можна подовжити за допомогою систем  JAFF (англ. jammer plus chaff — придушувач плюс диполь) або CHILL (англ. chaff-illuminated — підсвічений диполь). [джерело?]

## JAFF і CHILL
Диполі відрізняються низькою вагою, завдяки чому після випуску швидко втрачають швидкість, що мали за інерцією від літака чи ракетної установки, і починають повільно падати униз. З точки зору ворожого радара, швидкість диполя швидко зменшується до нульової відносної швидкості. Сучасні радари використовують ефект Доплера для вимірювання швидкості об'єктів і, таким чином, можуть відрізнити диполь від літака, літаючого апарата чи ракетної установки, які продовжують рухатися на високій швидкості. Завдяки цьому сучасний радар може відфільтрувати диполь з дисплея.
Для протидії ї цій фільтрації була розроблена техніка  CHILL (англ. chaff-illuminated — підсвічений диполь). Для цього використовується додатковий радіовипромінювач перешкод на літаку, яким підсвічується хмара диполів частотою, яка співпадає із частотою відбиття літака. Це унеможливлює використання лише допплерівського зсуву для фільтрації сигналу диполів. На практиці сигнал навмисно зашумлений, щоб показати кілька помилкових цілей.
По суті, техніка JAFF (англ. jammer plus chaff — придушувач плюс диполь) використовує хмару диполів як приманку за бортом літака, і випромінювання перешкод виглядає так, ніби з походить з хмари, а не з літака.

## Сучасні диполі

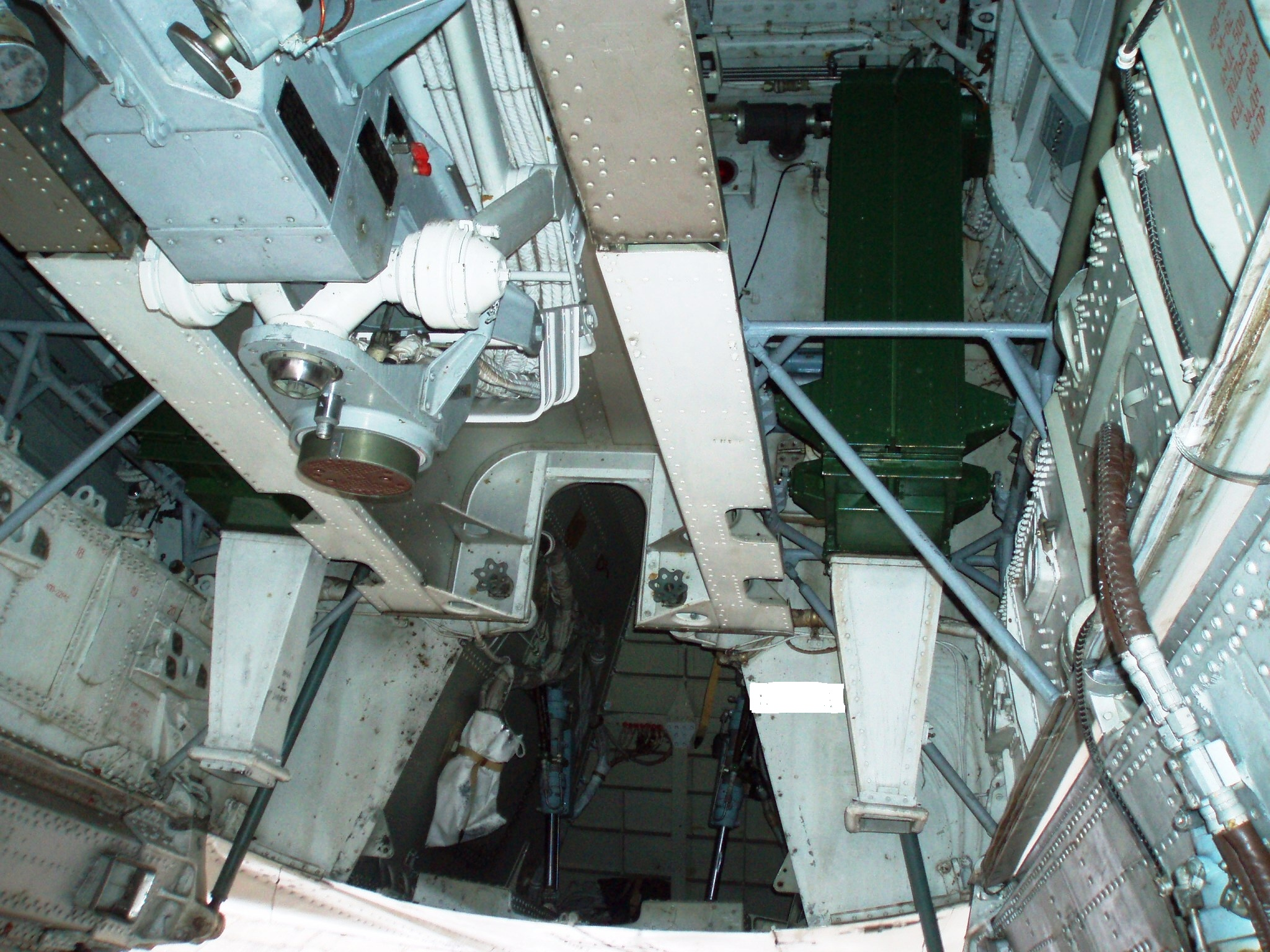
Два автомата скиду диполів АСО-2Б-126 в задній частині вантажного відсіку Ту-22М.

Дипольні відбивачі упакований в пачки (заряди) або без упаковки викидають або вистрілюють у великій кількості у повітряний простір, при цьому вони розсіюються. Для викиду металізованої фольги або металізованого скловолокна застосовуються бункери[уточнити] типу АСО, АПД з великою кількістю зарядів диполів. Патронами дипольних відбивачів можуть споряджатися автомати постановки ІЧ-пасток, Для авіаційних гармат створені спеціальні протирадіолокаційні снаряди (ПРЛ), які при розриві викидають хмарку перешкод (наприклад, ПРЛ-23-АМ-ГШ — це 23-мм протирадіолокаційний патрон під гармату АМ-23 або ГШ-23, зі снарядом, спорядженим дипольними відбивачами ДОС-15.[джерело?]

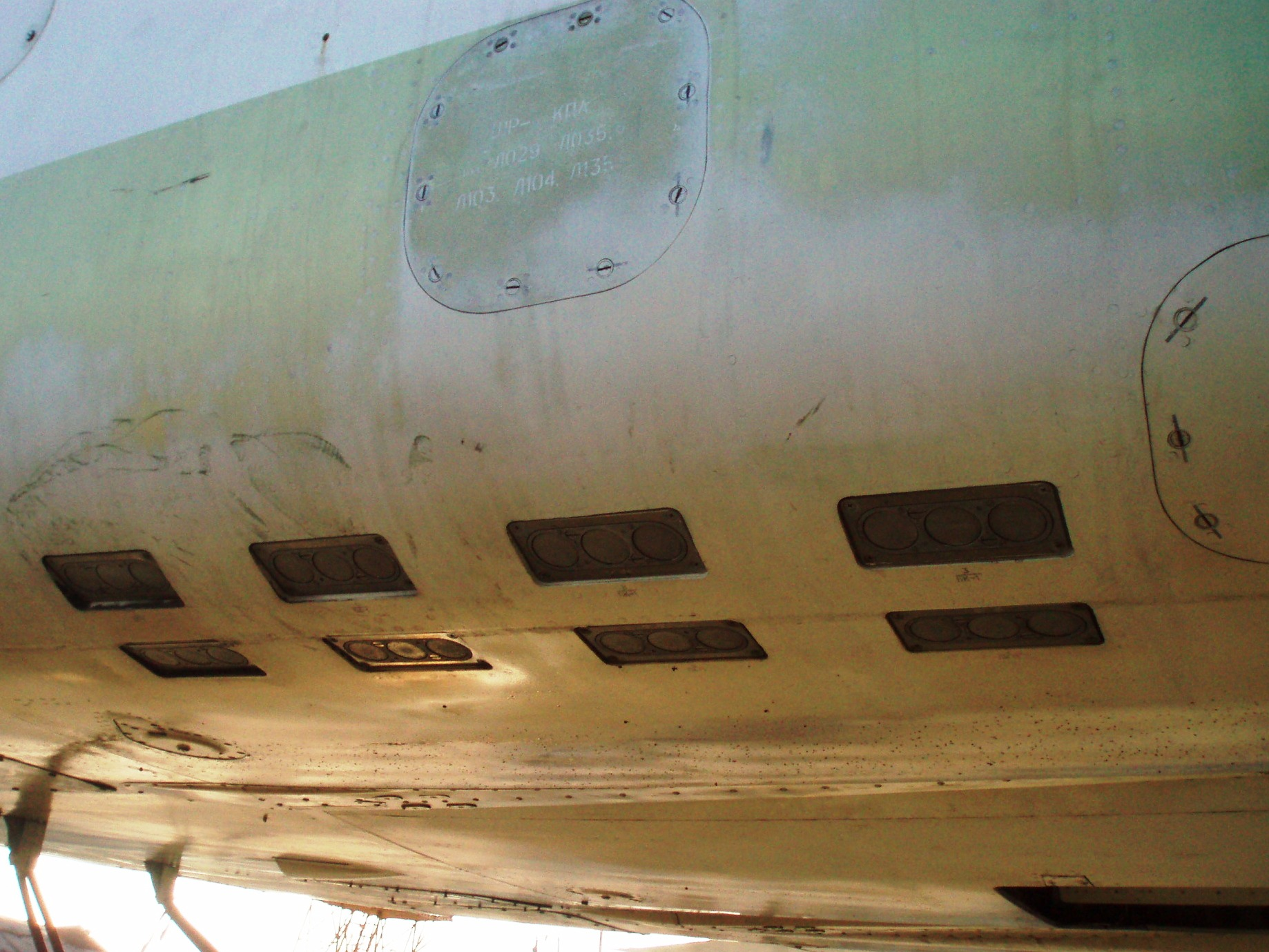
Тримачі АПП-50 (для відстрілу 50 мм ІЧ та ПРЛ патронів). Ту-22М.

Незважаючи на те, що фольга все ще використовується на деяких літаках, таких як бомбардувальник B-52 Stratofortress, цей тип диполів більше не виробляється. Диполі, яку використовують літаки A-10 Thunderbolt II, F-15 Eagle, F-16 Fighting Falcon і F/A-18 Hornet, складаються зі скловолокна з алюмінієвим покриттям. Ці волокнисті диполі-антени розроблені так, щоб залишатися в повітрі якомога довше, маючи типовий діаметр 1 міл (0,0254 мм) і типову довжину від 7,6 мм до 51 мм. Новіший «надтонкий» диполь має типовий діаметр 0,018 мм. Диполі транспортуються в трубчастих картриджах, вмонтованих у літак, кожен з яких зазвичай містить приблизно від 3 до 5 мільйонів волокон диполів. Диполь викидається з патрона пластиковим поршнем, що приводиться в рух невеликим піротехнічним зарядом. Засоби дипольної протидії бувають двох основних типів: безперервної хвилі, що використовується проти ракет з радіолокаційним наведенням, які працюють на безперервній частоті, та імпульсні, що використовується проти ракет, які працюють за імпульсами.

## Вплив на навколишнє середовище та здоров'я
Дослідження щодо впливу диполів на здоров'я населення та навколишнє середовище нечисельні. У фінансованому Міністерством оборони США дослідженні 1998 року було зазначено, що «широко поширений вплив диполів, які зараз використовуються під час навчання, на навколишнє середовище, людину та сільське господарство є незначним і набагато меншим, ніж вплив інших викидів, спричинених людиною».